# Sziget Fesztivál 2000
2000. augusztus 2. és 9. között 8. alkalommal került megrendezésre a Sziget Fesztivál (akkor még Pepsi Sziget néven, a főszponzort illetve).

## Fellépők

### Nagyszínpad
- Lou Reed
- Suzanne Vega
- Chumbawamba
- Apollo 440
- Bad Religion
- Bloodhound Gang
- Therapy?
- Guano Apes
- Oasis
- Clawfinger
- Die Ärzte

### Világzenei Nagyszínpad
- Dissidenten
- The Klezmatics
- Värttinä
- Salif Keïta
- 16 Horsepower
- El Houssaine Kili
- Natacha Atlas
- Boban Marković Orkestar
- Cicala Mvta
- Triakel
- Les Hurlements d`Leo
- Ambos Mundos
- Mau Mau

## Táncház

### Cigány népzene
- Rományi Rota
- Balogh Kálmán + Romano Kokalo
- Kalyi Jag
- Mitsou
- Besh o droM

### Moldvai népzene
- Tatros

### Görög népzene
- Maskarades

### Zsidó népzene
- Odessa Klezmer Band

### Délszláv népzene
- Vujicsics

### Román népzene
- Szászcsávási Zenekar

### Ír népzene
- MÉZ

### Továbbá
- Muzsikás együttes
- Sebestyén Márta
- Makám
- Lovász Irén
- Gereben
- Kolinda
- Chalaban